# Lisa Matisoo-Smith
Lisa Matisoo-Smith (née en 1963) est une anthropologue moléculaire, professeure à l'Université d'Otago. En 2018, elle est cheffe du département d'anatomie.

## Biographie
Née à Hawaii en 1963, Matisoo-Smith vit également au Japon et en Californie, à la suite des affectations navales de son père.
Elle termine sa thèse de doctorat No hea te kiore : MtDNA variation in Rattus exulans : a model for human colonisation and contact in prehistoric Polynesia à l'Université d'Auckland en 1996.
Les recherches de Matisoo-Smith portent sur l'utilisation de l'ADN pour cartographier la migration humaine, en particulier dans le Pacifique. Elle est chercheuse principale du projet Genographic de la National Geographic Society. Dans le cadre de ce projet, elle est la chercheuse principale de From Africa to Aotearoa, qui étudie spécifiquement la migration humaine vers la Nouvelle-Zélande,.
Elle est membre de la Société royale de Nouvelle-Zélande. En 2017, Matisoo-Smith est sélectionnée comme l'une des « 150 femmes en 150 mots » de la Royal Society Te Apārangi, célébrant les contributions des femmes au savoir en Nouvelle-Zélande.
En 2018, elle reçoit la médaille Mason Durie pour les sciences sociales de la société, reconnaissant ses recherches sur la migration polynésienne à travers le Pacifique. En 2022, elle est nommée professeur émérite à l'Université d'Otago.